# UTC+03:00

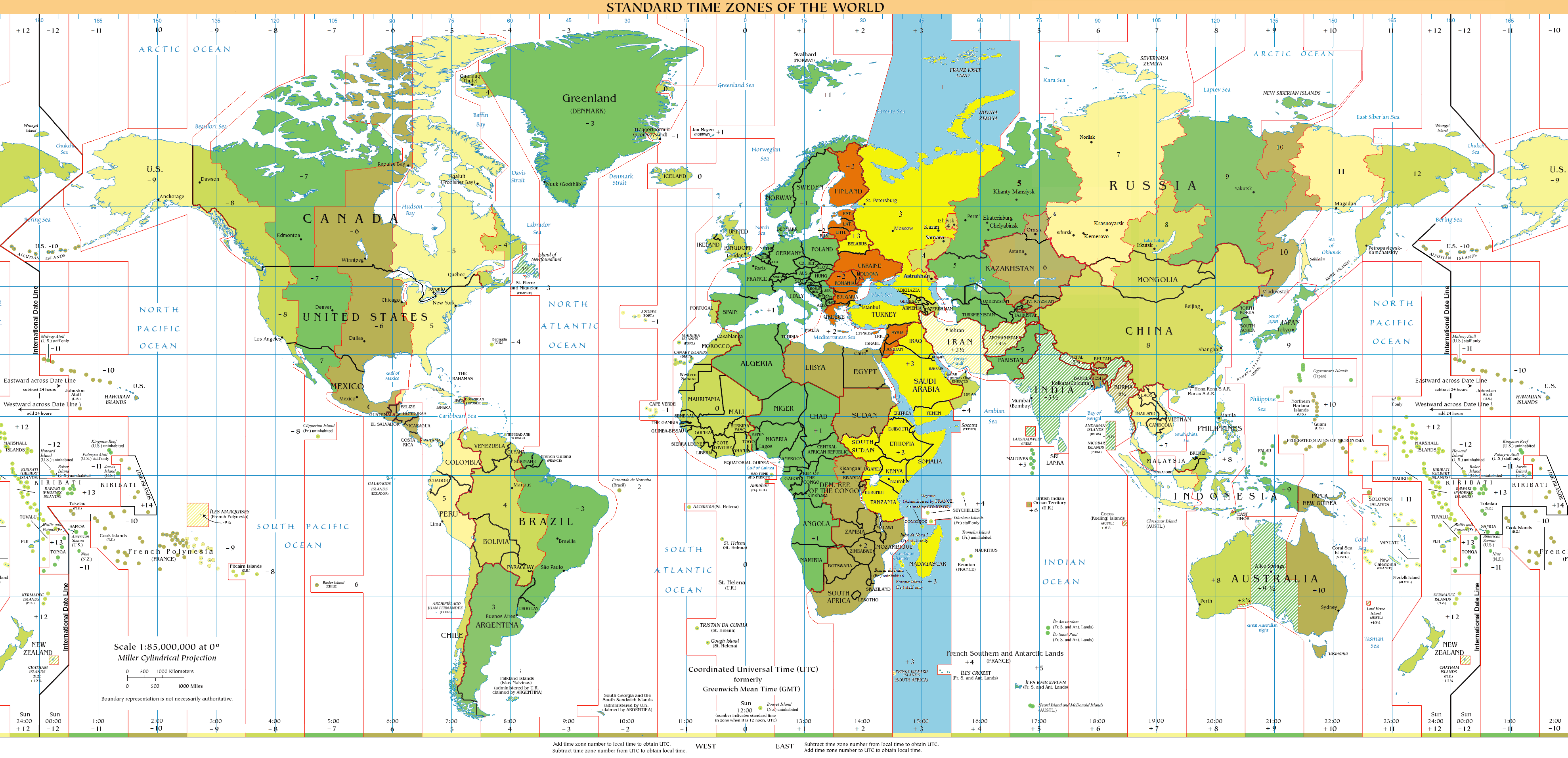
Az UTC+3-hoz tartozó területek:

Az UTC+03:00 egy időeltolódás, amely három órával van előrébb az egyezményes koordinált világidőnél (UTC).

## Alap időzónaként használó területek (egész évben)

### Európa
|  | Idő       | Zóna                       |
|  | --------- | -------------------------- |
|  | UTC+02:00 | MSK−1: kalinyingrádi idő   |
|  | UTC+03:00 | MSK: moszkvai idő          |
|  | UTC+04:00 | MSK+1: szamarai idő        |
|  | UTC+05:00 | MSK+2: jekatyerinburgi idő |
|  | UTC+06:00 | MSK+3: omszki idő          |
|  | UTC+07:00 | MSK+4: krasznojarszki idő  |
|  | UTC+08:00 | MSK+5: irkutszki idő       |
|  | UTC+09:00 | MSK+6: jakutszki idő       |
|  | UTC+10:00 | MSK+7: vlagyivosztoki idő  |
|  | UTC+11:00 | MSK+8: magadani idő        |
|  | UTC+12:00 | MSK+9: kamcsatkai idő      |

A moszkvai időt használja Oroszország európai felének nagy része. Ezek a területek 2014. október 26. óta újra egész évben az UTC+03:00-ban vannak. Erre az időzónára használják még a Further-eastern European Time (FET) és a Eastern Europe Forward Time (EEFT) neveket. Ez az időzónája továbbá minden vasútnak az országban, beleértve a Kalinyingrádi területet is.
- Oroszország
  - Központi szövetségi körzet
  - Észak-kaukázusi szövetségi körzet
  - Északnyugati szövetségi körzet (kivéve a Kalinyingrádi terület)
  - Déli szövetségi körzet (kivéve az Asztraháni terület és a Volgográdi terület)
  - Volgamenti szövetségi körzet (kivéve a Szamarai terület, a Szaratovi terület, Udmurtföld, az Uljanovszki terület, Baskíria, az Orenburgi terület és a Permi határterület)
- Fehéroroszország

### Afrika
- Comore-szigetek
- Dzsibuti
- Eritrea
- Etiópia
- Kenya
- Madagaszkár
- Franciaország
  - Mayotte (Franciaország külbirtoka)
  - Francia déli és antarktiszi területek (Franciaország külbirtokai)
    - Indiai-óceáni francia szigetek
      - Bassas da India
- Szomália
- Dél-Szudán
- Szudán
- Tanzánia
- Uganda
- Dél-afrikai Köztársaság
  - Prince Edward-szigetek

### Ázsia
Az Arabia Standard Time-ot (AST) néhány közel-keleti ország használja. Ezt az időzónát többnyire az egyenlítői területeken alkalmazzák, ahol nincs különösebb változás a napok hosszában az év során, így nem használnak nyári időszámítást. 1982 és 2007 között Irak nyári időszámítást használt Arabia Daylight Time néven (UTC+04:00), de a kormány eltörölte azt 2008 márciusában.
- Bahrein
- Grúzia
  - Abházia és Dél-Oszétia
- Irak
- Jemen
- Jordánia
- Katar
- Kuvait
- Szaúd-Arábia
- Szíria
- Törökország

Megjegyzés
1. A legkeletibb pont, ahol az UTC+3-at nyári időszámítás nélkül használják, az Szaúd-Arábia legkeletibb pontja, a Keleti tartományban található, a szaúd-arábiai-ománi határnál, nagyjából a keleti hosszúság 55° 20'-nél.

## Nyári időszámításként használó területek (az északi félteke nyarain)

### Európa
Az itteni területek az Európai Unióval állnak át a nyári időszámításra.
- Bulgária
- Ciprus
- Észtország
- Finnország ( Ålanddal együtt)
- Görögország
- Lettország
- Litvánia
- Moldova
- Románia
- Ukrajna (kivéve az Oroszország által megszállt Krím, valamint az oroszbarát szeparatisták által irányított Donecki terület és Luhanszki terület egyes részei)
- Egyesült Királyság
  - Akrotíri és Dekélia

### Ázsia (kelet)
- Izrael
- Libanon
- Palesztina

Megjegyzés
1. A legnyugatibb pont, ahol az UTC+3-at használják, Lavry közelében található, a Pszkovi területen (k. h. 27° 19'). Körülbelül 1 órával és 14 perccel van a földrajzi elhelyezkedése által indokolt helyi ideje előtt, így produkálva a legnagyobb pozitív eltérést a használt időzóna és a földrajzi időzóna között olyan területen, ahol UTC+3-at alkalmaznak.
2. A legkeletibb pont, ahol az UTC+3-at használják, az a Flisszingszgkij-fok, a Szevernij-szigeten, a Novaja Zemlja szigetcsoporton, Oroszországban. Nagyjából 1 órával és 36 perccel van a földrajzi ideje mögött, amely a legnagyobb negatív és abszulút eltérés az UTC+3 időzónát használók között.
3. 2011. február 8-án Dmitrij Anatoljevics Medvegyev orosz elnök kiadott egy rendeletet, amely eltörli a nyári időszámítást Oroszországban. A rendelet után Oroszország minden óráját előre állították 2011. március 27-én, de nem állították vissza a következő októberben, így hatékonyan beállítva az UTC+3-at Kalinyingrádi időnek, az UTC+4-et pedig Moszkvai időnek. Ez a rendszer azonban nem bizonyult hatékonynak, többek között az igen sötét reggelek miatt, így aztán 2014. október 26-án 60 perccel korábbra állították az órákat, létrehozva a jelenlegi helyzetet.
4. Ukrajna korábban az UTC+2-t használta, illetve nyári időszámításként UTC+3-at (Eastern European Summer Time) 1992-től 2011-ig (1981-től 1989-ig Moszkvai nyári idő), de az ukrán parlament egy órát adott az addig használt időhöz 2011. március 27-én, illetve eltörölte a nyári időszámítást szeptember 20-tól, így téve nem hivatalosan az EEST-t az új téli időzónává. A média kemény kritikái után, október 18-án az ukrán parlament visszavonta ezen döntését. Az ország így változatlanul újra UTC+2-t használ, illetve nyári időszámításként UTC+3-at.

## Időzónák ebben az időeltolódásban
| Időzóna neve angolul                                 | Időzóna neve magyarul                            | Időzóna rövidítése | Egyéb jelölés |
| ---------------------------------------------------- | ------------------------------------------------ | ------------------ | ------------- |
| Arabia Standard Time                                 | Arábiai idő                                      | AST                |               |
| Israel Summer Time/Israel Daylight Time              | Izraeli nyári idő                                | IDT                |               |
| Eastern Africa Time                                  | Kelet-afrikai idő                                | EAT                |               |
| Further-eastern European Time/Moscow Time/Minsk Time | Távol-kelet-európai idő/Moszkvai idő/Minszki idő | FET/MSK            | MSK(±0)       |
| Eastern European Summer Time                         | Kelet-európai nyári idő                          | EEST               |               |
| Turkey Time                                          | Törökországi idő                                 | TRT                |               |
| Charlie Time Zone[a]                                 | -                                                | C                  |               |

## Megjegyzés
↑ a:  Katonai időzóna

## Fordítás
Ez a szócikk részben vagy egészben  az   UTC+03:00 című angol Wikipédia-szócikk ezen változatának fordításán alapul.  Az eredeti cikk szerkesztőit annak laptörténete sorolja fel. Ez a jelzés csupán a megfogalmazás eredetét és a szerzői jogokat jelzi, nem szolgál a cikkben szereplő információk forrásmegjelöléseként.